# بين الكناين (مسلسل)
بين الكناين مسلسل كويتي إنتاج عام 2016 

## قصة المسلسل
طيبة وأولادها الأربعة وزوجاتهم ترسم حياتهم وفق مصالحها. فهي تملك المال والشخصية 
يناقش الحياة العائلية الخليجية بشكل عام، في إطار دراما جديدة وسياق اجتماعي تدور أحداثه حول مجموعة من «الكناين» اللواتي تنشب بينهن مواجهات يومية بسبب المنافسة والمشاكل الحياتية.

## أبطال العمل
زهرة عرفات
طيبة
يعقوب عبد الله
محمد
حسين المهدي
بدر
علي كاكولي
أحمد
عبد الله الطراروة
سعد
ريم ارحمة
مها
شيلاء سبت
ميعاد
غدير صفر
حور
شوق
هند
شهد عبد الله
شمس
أمل محمد
محمد دشتي
عادل الخليفة
فيصل فريد
شهد الكندري
قمر
محمد خليل